# Panoa mora
Panoa mora là một loài nhện trong họ Desidae.
Loài này thuộc chi Panoa. Panoa mora được miêu tả năm 1970 bởi Raymond Robert Forster.